# Tabanus dorsobimaculatus
Tabanus dorsobimaculatus är en tvåvingeart som beskrevs av Macquart 1850. Tabanus dorsobimaculatus ingår i släktet Tabanus och familjen bromsar. Inga underarter finns listade i Catalogue of Life.